# Куринский подуст
Куринский подуст (лат. Chondrostoma cyri)— вид лучепёрых рыб из семейства карповых. Встречается в бассейнах Куры и Аракса в Армении, Грузии, Иране и Турции.

## Описание
Подуст куринский вырастает в среднем до 21 см в длину. Тело удлинённой формы, вытянутое в длину и сжатое с боков. Чешуя серебристая блестящая, спина тёмно-серая, бока серебристые. Выше боковой линии, вдоль тела из множества пигментных точек может проходить тёмная полоса. Спинной и хвостовой плавник серые, прочие оранжевые. Рыло слегка выдающееся. Толщина головы посреди глаз несколько меньше высоты её в этом месте. Высота тела больше длины головы, равна длине хвостового стебля или немного меньше. Глоточные зубы справа 5, слева 6 (изредка 6 и 6). Спинной плавник начинается над началом брюшных, верхний край его прямой; высота спинного плавника меньше длины головы. В спинном плавнике 7-8 мягких лучей, в анальном 9-10. У самцов более развиты спинной и анальный плавники.

## Ареал и местообитание
Куринский подуст встречается в водах Западной Азии. Вид распространён в бассейне рек Кура и Аракс на Кавказе в реках Грузии, Армении и Ирана.

## Биология
Встречается в быстрых реках с каменистым дном и с чистой водой. Живёт небольшими стаями и держится в основном возле дна. Рацион рыбы составляют водоросли, детрит, донные беспозвоночные. На нерест поднимается в верх по рекам, самки откладывают Икру откладывает на камни возле порогов.